# Logodnă

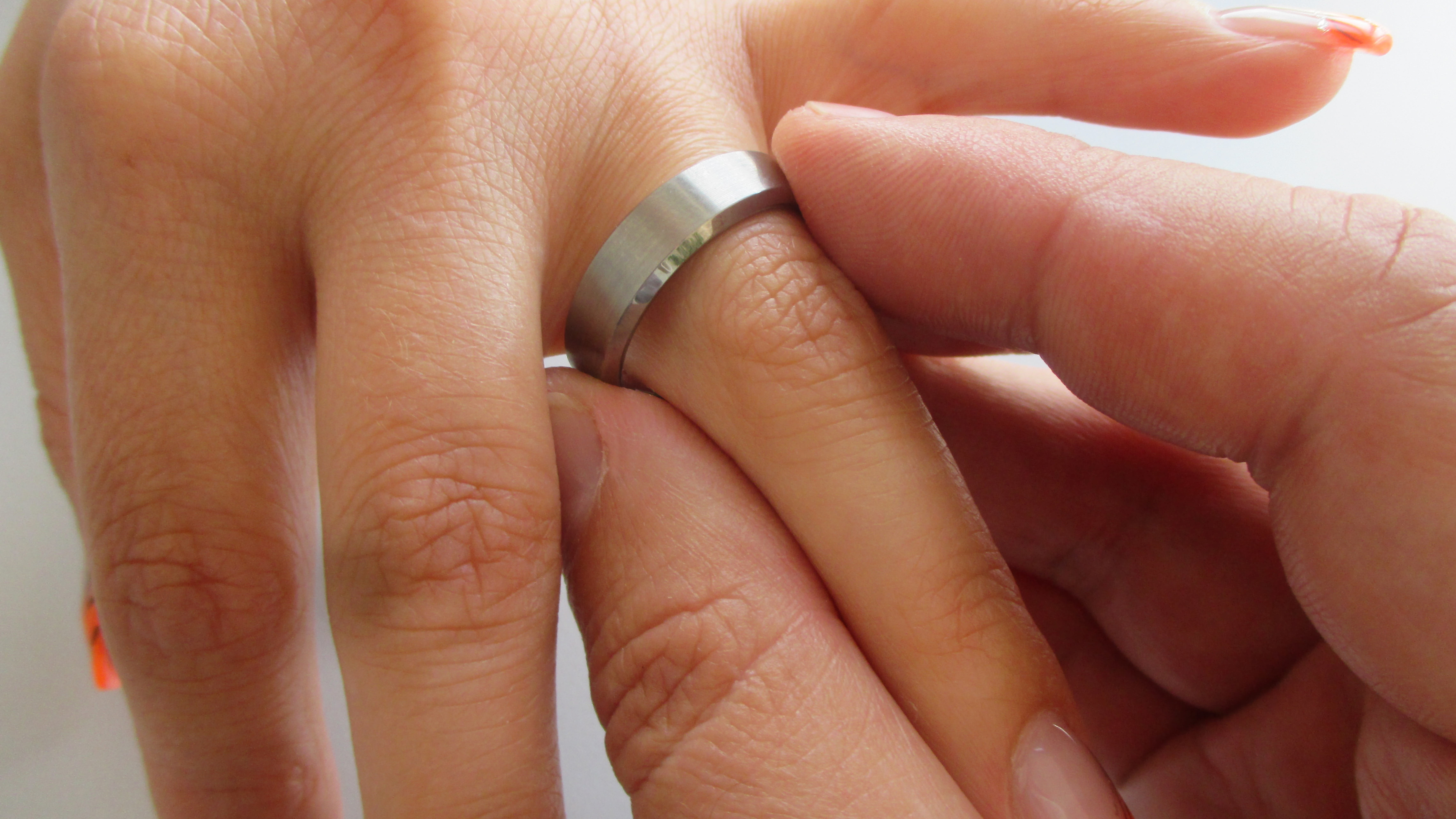
Logodnă - femeie și bărbat - cu schimb de inele și promisiunea de logodnă credincioasă.

Logodna reprezintă o promisiune reciprocă pe care două persoane și-o fac, de a se căsători. De asemenea logodna se poate referi și la perioada de timp care se scurge între promisiunea de căsătorie și căsătoria propriu-zisă, perioadă care poate fi în unele cazuri mai lungă ca durată, iar în alte cazuri foarte scurtă. În această perioadă se spune despre un cuplu că sunt logodiți. 
În Evul Mediu căsătoria era un act important din punct de vedere familial și economic, în unele situații patrimonial și, câteodată, politic. Potrivit tradiției romano-germanice, căsătoria implica două formalități civile: logodna și căsătoria propriu-zisă. Logodna, constând esențialmente într-o promisiune, într-un angajament care avea valoare juridică, era un contract încheiat între logodnic și părintele sau tutorele fetei.

## În România
Codul civil al României, în noua sa variantă, intrat în vigoare la 1 octombrie 2011, alocă cinci articole logodnei. 
Articolul 266 se referă la Încheierea logodnei și începe prin a defini logodna ca fiind „promisiunea reciprocă de a încheia căsătoria”. Spre deosebire de căsătorie, la logodnă nu este necesar avizul medical și autorizarea instanței de tutelă. Nefiind supusă niciunei formalități, încheierea logodnei poate fi dovedită cu orice mijloc de probă. Încheierea căsătoriei nu este condiționată de încheierea logodnei. Se precizează că logodna se poate încheia doar între bărbat și femeie.
Articolul 267 se referă la Ruperea logodnei și precizează că logodnicul care rupe logodna nu poate fi constrâns să încheie căsătoria, drept care clauza penală stipulată pentru ruperea logodnei este considerată nescrisă. Ca și încheierea logodnei, nici ruperea acesteia nu este supusă niciunei formalități și poate fi dovedită cu orice mijloc de probă.
Articolul 268 se referă la Restituirea darurilor, precizând că în cazul ruperii logodnei, darurile pe care logodnicii le-au primit în considerarea logodnei sau, pe durata acesteia, în vederea căsătoriei, sunt supuse restituirii cu excepția darurilor obișnuite. Darurile se restituie în natură sau, dacă aceasta nu mai este cu putință, în măsura îmbogățirii. Nu există obligația de restituire a darurilor dacă logodna a încetat prin moartea unuia dintre logodnici.
Articolul 269 se referă la Răspunderea pentru ruperea logodnei. În acest articol se prevede că partea care rupe logodna în mod abuziv poate fi obligată la despăgubiri pentru cheltuielile făcute sau contractate în vederea căsătoriei, în măsura în care acestea au fost potrivite cu împrejurările, precum și pentru orice alte prejudicii cauzate. Dacă o parte a determinat, în mod culpabil, cealaltă parte să rupă logodna, acesta poate fi obligată la despăgubiri în aceleași condiții.
În fine, articolul 270 se referă la Termenul de prescripție care, întemeiat pe dispozițiile art. 268 și 269, prevede că dreptul la acțiune se prescrie într-un an de la ruperea logodnei.
Reglementarea expresă a logodnei în noul cod civil a fost inspirată, în primul rând, de Codul civil din 1939 (supranumit Carol al II-lea) care, deși adoptat, nu a intrat niciodată în vigoare. Codul civil din 1939 a avut în vedere unele situații de drept regional, respectiv faptul că instituția logodnei se găsea prevăzută în Legea XXXI din 1894 în Transilvania și în Codul general austriac din Bucovina. Reglementarea logodnei prin lege era prevăzută și în Pravila cea Mare (1652) a lui Matei Basarab și în Codul Calimach (1817) din Moldova. Deoarece Codul lui Calimach interzicea căsătoria creștinilor cu necreștinii și a creștinilor pravoslavnici cu creștinii de altă dogmă, el considera diferența religioasă drept un motiv de desfacere a logodnei.
Prin hotărârea din 25 octombrie 2011, luată în unanimitate, Sfântul Sinod al Bisericii Ortodoxe Române a hotărât să nu mai fie permisă în nicio situație săvârșirea logodnei religioase separat de Sfânta Taină a Cununiei. Încheierea logodnei civile nu obligă Biserica să oficieze această ierurgie separat de Sfânta Taină a Cununiei, pe care o pot primi doar credincioșii creștini ortodocși care fac dovada încheierii căsătoriei civile.